# Vibius Sequester
Vibius Sequester war ein spätantiker römischer Autor des 4./5. Jahrhunderts n. Chr. Er verfasste ein alphabetisches lateinisches Lexikon zur Geographie.
Vibius Sequester, dessen nur durch eine Inschrift bezeugter Beiname mittlerweile als gesichert gilt, schrieb sein durch eine Handschrift des 9. Jahrhunderts (Vat. Lat. 4929) als De fluminibus fontibus lacubus nemoribus paludibus montibus gentibus per litteras überliefertes Werk weniger im Sinn einer geographischen Enzyklopädie als zur Erklärung römischer Dichter wie Vergil, Lucan, Silius Italicus und Ovid. Offenbar benutzte Vibius Sequester vornehmlich Scholien zu diesen Dichtern zur Erstellung seines Lexikons, wodurch sein Werk vor allem als Quelle für älteres, ansonsten nicht erhaltenes Scholienmaterial Bedeutung besitzt.